# Al-Musta'li
Al-Mustaʿlī (né en 1074, mort en 1101) est le neuvième calife fatimide et le dix-neuvième imam ismaélien mustalien de 1094 à 1101.

## Biographie
Nommé calife par le régent Al-Afdhal Shahanshah (1094-1121), à la mort de son père Al-Mustansir Billah. Durant tout son règne, il va rester largement subordonné à Al-Afdhal.
Une querelle de succession sera cependant considérée comme le tournant de son règne. Son frère ainé Nizâr est considéré par certains comme l'héritier légitime. Bien que la révolte des partisans de Nizâr échoua et que celui-ci mourut en prison, il s'ensuivit un affaiblissement de l'empire par l'apparition d'un schisme. En Syrie et dans l'Empire perse, la branche Nizârites se développa.
Ses partisans s'appellent les Mustaliens.
Il doit faire face aux assauts de la Première croisade en Palestine. Godefroi de Bouillon prend Jérusalem en 1099, fonda le Royaume de Jérusalem, la Principauté d'Antioche, le comté de Tripoli. Il est mort en 1101, son fils Mansur al-Amir Bi-Ahkamillah lui succède.